# 涼宮ハルヒの戸惑
『涼宮ハルヒの戸惑』（すずみやハルヒのとまどい）は、涼宮ハルヒシリーズを題材としたバンプレストから発売されたSOS団ゲーム製作アドベンチャー。

## 概要
涼宮ハルヒの約束（PSP）に続き、涼宮ハルヒシリーズの2作品目となるゲームである。
超限定版では「figma 超勇者ハルヒ」が同梱された。
ファミ通の40点満点のクロスレビューでは28点という評価だった。

## ストーリー
ある日、部室でハルヒがこう叫んだ、「ゲームを作るわよ!!」と。どうやらSOS団の支部であるコンピュータ研究会が断りもなく自作ゲームを「ゲーム花園」という大会に出品するのが気に入らないらしい。そこでハルヒはSOS団でゲームを作り、すり替えてしまうつもりなのだ。こうしてSOS団の面々はゲームを作ることとなり、そして4週間後、完成する。
後はすり替えるだけという翌日、部室に行くとハルヒがこう叫んだ、「ゲームを作るわよ!!」と。どうやら完成させたゲームがハルヒにとって不本意なものだったらしく、4週間前に戻ってしまったらしいのだ。しかも4週間の記憶を共有しているのはハルヒを除くSOS団4人だけ。ハルヒの納得するゲームを作らなければまた4週間前に戻ってしまう。
はたして、ハルヒが納得行くゲームを作り、ループを抜けることはできるのか？ そして、ゲーム制作の本当の目的とは？

## ゲーム内容
プレイヤーは主人公のキョンの立場からゲーム製作に携わることになる。

### パラメータ
感情
各キャラクターには感情が設定されており、キョンとの交流によって移り変わる。さらに複数のキャラクターの感情の組み合わせで場の空気が変化し、作業進捗の度合いやイベントの発生に影響する。
気になる度
SOS団員がどれだけキョンのことを気にしているかを表した数値。各種イベント発生に関係する。
やる気ポイント
キョンの意志力。作業の実行や登下校時の会話などで取得できるが、特にイベント発生時の上昇が大きい。
スケジュールを立てるときにはやる気を覚悟ポイントに変換し、それを消費することで指示を行う。
進捗ポイント
音楽やグラフィックなど、ゲームの各種要素の完成の度合いを示す数値。製作するジャンルによって要求される要素が異なってくる。

### ゲーム製作
月 - 土曜日の1日につき2回作業を行う時間がある。あらかじめ部室の黒板には、各種タスク（作業）と担当者を記した作業ツリーによってスケジュールが表されているが、そのままではゲーム完成はおぼつかない。効率のよい作業順や担当者の得手不得手を考慮してスケジュールを立て直す必要があるが、ツリー内容を書き直すたびに覚悟ポイントを消費する。ハルヒが勝手にスケジュールを書き換えたり、団員たちが意欲や疲労のほどを余白を使って訴えてくることもある。
実際の作業時には、キョンが誰かひとりを選んで手伝うことになる。担当者との間で会話が発生し、新しいタスクや黒板に書き込みできる内容、ゲームの出来を左右する完成予想パネルが手に入る場合がある。条件を充たせば気になるイベントが発生するが、単発とは限らず、特定のタスクを繋げることでストーリーが展開するものもある。
日曜日は独自のイベントが発生する日であり、原作でおなじみの「不思議探索」に出かけたり、作業のため、キョンの家に集合したりする。

### 完成したゲーム
4週目の日曜日にはゲームのテストプレイを行う。このときクリアできれば、ゲームがギャラリーに登録されていつでも遊ぶことができるようになる。ジャンルは全部で6種類あり、1周するたびに製作できる種類が増えていく。進捗ポイントが足りていた場合はクオリティの高いGOODバージョンが、1つでもゲーム要素が足りなかった場合はドット絵で表現されたBADバージョンができ上がる。
GOODバージョンは、作成中に獲得した完成予想パネルの組み合わせによってバグが発生することがある。背景の画像が異なる、キョンの名前がキヨサップ・鈴木になるといった大きな影響のないものもあれば、敵が異様に強くなったりルーレットの数字が1と6だけになるようなプレイに支障をきたす（あるいは簡単になりすぎる）ものもある。
RPG：SOS団QUEST 勇者と導かれし従者
超勇者ハルヒと戦士キョンが魔王討伐におもむくファンタジー作品。戦闘はリアルタイムで進行し、仲間はAIによる独自の判断で行動する。
仲間になるキャラクターにはみくる・長門・古泉の3パターンがあり、GOODとBADを1つずつクリアしておけば、そのキャラクターでクリアしていない完成度のバージョンも登録される。
SRPG：スーパーSOS大戦 地球が情報操作される日
トーゴー星人・朝倉涼子の野望から地球を守るためにSOS団が立ち向かうシミュレーションゲーム。
バンプレストの『スーパーロボット大戦シリーズ』のパロディであり、同シリーズの特徴である「感情コマンド」がそのまま搭載されている。
育成：ハルヒといっしょ 娘舞踏日記
かつて冒険者だった男は、女神から託された少女を父親として育ててきた。やがて成長した娘は、王国の競技大会に挑戦しようとする。4か月の間に大会で優勝できるだけの能力を鍛え上げる育成シミュレーション。
みくるが対象キャラクターの場合は「ミクルといっしょ 娘歌唱日記」、長門は「ユキといっしょ 娘大食い日記」となる。
ボード：北高のふしぎ発見！
不思議な出来事を目指し、ルーレットの出た目でマス目を進んでいくボードゲーム。ゴールに早く着くのが一応の目標だが、勝敗を決定するのはプレイ中に獲得した「不思議ポイント」の量であり、最後の逆転もありえる。
カード：SOS団カードバトル お色直しパニック
まず、お互いに使用するカードを決める。攻撃側は3つの種目から1つを選び、カードの数値で防御側と競い合う。相手のライフを0にすれば勝利。防御が成功するとお色直しゲージが上昇し、最大値になると「超着替え」によって衣装が変わり、ライフが回復する。
恋愛SLG：SOS団がおくる最高にして至高のラブストーリー
SOS高校に転入してきた主人公が、卒業までの2か月で能力を向上させ、「伝説の部室」で告白されることを目指す恋愛シミュレーションゲーム。最初にプレイするときの主人公は男性だが、2回目からは女性も選択できる。
このゲームのみBADバージョンが存在しない。

## 登場人物
涼宮ハルヒ（すずみやハルヒ）
声：平野綾
1年5組。SOS団団長。今回はキョンにゲーム作りを命じるが目的は不明。「宇宙人、未来人、超能力者と遊びたい」という願望を持つ。
長門有希（ながと ゆき）
声：茅原実里
1年6組。無口で小柄な読書娘。対有機生命体コンタクト用ヒューマノイド・インターフェース。
朝比奈みくる（あさひな みくる）
声：後藤邑子
2年2組。萌えマスコット。見た目は上級生には見えない童顔。未来人。
キョン
声：杉田智和
1年5組。主人公（プレイヤーの視点）。SOS団団員。普通の人。かつては非日常を体験したかった。
古泉一樹（こいずみ いつき）
声：小野大輔
1年9組。謎の転校生。ハルヒが作る閉鎖空間で戦える超能力者だが、閉鎖空間以外では普通の人。
鶴屋さん（つるやさん）
声：松岡由貴
みくるの友人でいつもハイテンション。
谷口（たにぐち）
声：白石稔
キョンの友人。軽い性格。女の子にはもてない。
国木田（くにきだ）
声：松元恵
キョンの友人。成績優秀なしっかりもの。ハルヒには名前も覚えてもらえない。
朝倉 涼子（あさくら りょうこ）
声：桑谷夏子
対有機生命体コンタクト用ヒューマノイド・インターフェース。今回はゲームのキャラクターとして登場。
キョンの妹
声：あおきさやか
小学5年生とは思えないくらい小さい。ハサミと飼い猫のシャミセンが好き。
コンピュータ研究会部長
声：こぶしのぶゆき
2年生。その名のとおりコンピュータ研究会の部長。
朝比奈みくる（大）
声：後藤邑子
未来の朝比奈みくる。

## 主題歌
『恋のミクル伝説』
歌：後藤邑子 作詞：山本寛 作曲、編曲：神前暁
- ある条件を満たすと、上達したバージョンが流れる。

## 書籍
- 涼宮ハルヒの戸惑公式ファンブック（角川書店、2008年2月28日発売。ISBN 978-4-04-707241-1） - ファンブックではあるが、攻略本にもなっている。

## その他
- 説明書の乱丁が一部あり、該当者はバンダイナムコグループお客様相談センターにて交換に応じられる。リリース - ウェイバックマシン（2008年2月7日アーカイブ分）
- 説明書の国木田の声優が松本恵と記されているが、正しくは松元恵である。